# Шилан
Шилан — село в Красноярском районе Самарской области, центр одноимённого сельского поселения.расположено в южной части муниципального района Красноярский Самарской области.
Общая площадь сельского поселения Шилан в установленных границах составляет 11194,6153 га.
На данный момент  инфраструктура  очень даже привлекательная пр сравнению  с другими  селами.
Памятник природы регионального значения «Шиланские Генковские лесополосы»
5 км западнее и северо-восточнее с. Шилан более чем на 15 км протянулась широколиственная лесопосадка на водоразделе рек Сок и Падовка."Заслуженные имена
Поэт Иван Гурьянович Булкин (24.07.1912 – 20.01.1943), уроженец с. Шилан. В 1929 году — рабочий завода им. Масленникова, участник заводского литературного кружка. Печатался в краевых и городских газетах и журналах. Как поэт находился под влиянием соц.реалистических опытов В.Маяковского.  На 1-м  краевом  съезде писателей  Средней Волги  И. Машбиц-Веров назвал его одним из 4-х заслуживающих внимания молодых поэтов.  В 1943 году  Булкин погиб при освобождении Ставрополя. Его  именем  названы  улицы в Ставрополе и Самаре.
В 1971 году  на любительской киностудии ЗИМа снят фильм о Булкине «Подвига след» (авторы С.Якубович, Н. Забегалов, Ю. Гоголев).
Желтухин Петр Николаевич  (21.11.1916 — 23.03.1971)
Подполковник. Герой Советского Союза (1945 год). Командир эскадрильи 136-го гвардейского штурмового авиаполка 1-я воздушной  армии, гвардии майор. К августу 1944 года совершил 133 боевых вылета на разведку и штурмовку железнодорожных станций, скоплений войск противника. Сбил лично один и в группе 8 самолетов врага. Звание Героя Советского Союза присвоено 23.02.1945 года. После войны продолжал службу в Армии. С 1953 года подполковник Желтухин — в запасе. Жил в Куйбышеве. Работал начальником отдела охраны завода. Награжден: орденом Ленина, 2 орденами Красного Знамени, орденами Богдана Хмельницкого 3 степени, Александра Невского, Отечественной войны 1 степени, Красной Звезды, медалями."
В селе есть  все для комфортного проживания! К примеру: Озон, 2 крупных магазина, МФЦ, Аптека, акушерских пунктов(ФАП), школа, детский сад, СДК (Витязь), клуб, сбербанк, Почта России,Юнистрим,Почта банк. Также есть где отдохнуть с семьёй в селе имеется:большой парк с памятниками, детскими горками, баскетбольной/волейбольной площадкой, также есть каток, и вторая детская площадка! Рядом есть два озера, есть рыба. Есть не подалеку лес( сосновый, березовый, дубовый, еловый.) Есть грибы!
Также рядом есть аэропорт, и крупная трасса М5
Население:↗970 чел. (2021)

## История
Основано в 1856 г. переселенцами из мордовских сёл Симбирской губернии: Пилесево, Сайнеле, Трокс - Кужо(Киржеманы) , Радаевка. В настоящее время, указанные сёла входят в состав Атяшевского района, р.Мордовия. Население занималось земледелием, ремёслами (каменщики, плотники, валяльщики), а также бурлачило на Волге.

## Население
| 2010 |
| ---- |
| 647  |

## Известные уроженцы, жители
Булкин, Иван Гурьянович (1912-1943) контрразведчик и поэт, младший лейтенант госбезопасности Красной Армии 1177-й стрелкового полка 347-й стрелковой дивизии, участник Великой Отечественной войны.